# (5934) Mats
(5934) Mats es un asteroide perteneciente al cinturón de asteroides, región del sistema solar que se encuentra entre las órbitas de Marte y Júpiter, más concretamente a la familia de Herta, descubierto el 20 de septiembre de 1976 por Claes-Ingvar Lagerkvist y el también astrónomo Hans Rickman desde el Observatorio de Kvistaberg, Uppsala, Suecia.

## Designación y nombre
Designado provisionalmente como 1976 SJ. Fue nombrado Mats en homenaje a Mats Lindgren del Observatorio Astronómico de Upsala, cuya investigación sobre el papel de Júpiter en la configuración del destino de los cometas condujo a resultados espectaculares, en particular en relación con la evolución y desaparición del cometa D/1993 F2 (Shoemaker-Levy 9). Obtuvo algunas de las mejores imágenes terrestres de las plumas y cicatrices de impacto en julio de 1994. Sus contribuciones se condensaron en su tesis doctoral en la Universidad de Uppsala en junio de 1995.

## Características orbitales
Mats está situado a una distancia media del Sol de 2,384 ua, pudiendo alejarse hasta 2,902 ua y acercarse hasta 1,866 ua. Su excentricidad es 0,217 y la inclinación orbital 2,319 grados. Emplea 1344,98 días en completar una órbita alrededor del Sol.

## Características físicas
La magnitud absoluta de Mats es 13,8. Tiene 3,971 km de diámetro y su albedo se estima en 0,347. 